# Otro trago
«Otro trago» es una canción del cantante panameño Sech junto con el rapero puertorriqueño Darell lanzada como segundo sencillo de su álbum debut, Sueños en abril de 2019 a través de Rich Music. Alcanzó la posición número uno en España, Argentina, Colombia y México y debutó en el listado Us Billboard Hot 100.
El 26 de julio de 2019 lanzó un remix con la colaboración de Nicky Jam, Ozuna y Anuel AA.

## Composición
La canción fue escrita por Sech y Darell, y fue producida por el nombre de Dímelo Flow. La canción se convirtió en todo un éxito en las plataformas de streaming como Spotify donde se convirtió la primera entrada de Sech en el Top 50 Global, Top que encasilla las canciones más escuchadas de la plataforma.

## Vídeo musical
El videoclip de la canción se estrenó en YouTube el 26 de abril de 2019, superando los 700 millones de visitas.

## Posiciones
| País              | Lista certificadora         | Mejor posición |        |        |        |        |        |        |
| Europa            | Europa                      | Europa         | Europa | Europa | Europa | Europa | Europa | Europa |
| ----------------- | --------------------------- | -------------- | ------ | ------ | ------ | ------ | ------ | ------ |
| España            | PROMUSICAE                  | 1              |        |        |        |        |        |        |
| Francia           | IFPI                        | 130            |        |        |        |        |        |        |
| Suiza             | GfK Entertainment Charts    | 26             |        |        |        |        |        |        |
| América del Norte |                             |                |        |        |        |        |        |        |
| Estados Unidos    | Billboard Hot 100           | 34             |        |        |        |        |        |        |
| México            | Monitor Latino              | 1              |        |        |        |        |        |        |
| América del Sur   |                             |                |        |        |        |        |        |        |
| Colombia          | Monitor Latino              | 1              |        |        |        |        |        |        |
| Perú              | Monitor Latino              | 1              |        |        |        |        |        |        |
| Chile             | Monitor Latino              | 1              |        |        |        |        |        |        |
| Uruguay           | Top 100! Uruguay            | 1              |        |        |        |        |        |        |
| Argentina         | Billboard Argentina Hot 100 | 1              |        |        |        |        |        |        |
| Argentina         | Monitor Latino              | 1              |        |        |        |        |        |        |